# Лево-Агриколь, Линди
Линди Брижитт Лево-Агриколь (фр. Lindy Brigitte Leveaux-Agricole; 14 ноября 1978, Виктория) — сейшельская легкоатлетка-копьеметательница. Участница Олимпийских игр в Пекине, чемпионка Африки.

## Карьера
Линди Левё-Агриколь начала спортивную карьеру в 1996 году и сразу же завоевала серебряную медаль континентального первенства в Яунде. Тогда же участвовала в молодёжном чемпионате мира, но в метании копья и диска заняла места во втором десятке.
В 1998 году сейшельская спортсменка стала чемпионкой Африки в метании копья, выиграв первенство в Дакаре с результатом 47.56. На Играх Содружества-98 стала седьмой.
После изменения правил в метании копья Левё-Агриколь завоевала серебро чемпионата Африки 2000 , а спустя год впервые выступила на чемпионате мира. Там она в квалификации не смогла преодолеть отметку в 50 метров и заняла 21-е место, не пройдя в финальные соревнования.
В 2003 году впервые стала призёром Всеафриканских игр, став второй с результатом 53.23.
В 2008 году в возрасте 29 лет дебютировала на Олимпиаде. В Пекине Левё-Агриколь в лучшей квалификационной попытке послала свой снаряд на 56.32 м, показав лучший результат сезона. Этот результат оказался на четыре метра хуже квалификационного, и она завершила соревнования на 29 месте.